# Argostemma tenue
Argostemma tenue är en måreväxtart som beskrevs av Henry Nicholas Ridley. Argostemma tenue ingår i släktet Argostemma och familjen måreväxter. Inga underarter finns listade i Catalogue of Life.